# Caja de conversión
En la caja de conversión el régimen cambiario está basado en un compromiso legislativo por el cual se debe cambiar la moneda nacional por una extranjera específica a un tipo de cambio determinado, para tal efecto, las autoridades emisoras aceptan ciertas restricciones que permitan cumplir con su obligación legal. Esto implica que sólo se emitirá moneda nacional respaldada por moneda extranjera y que estará totalmente respaldada por activos externos, lo que elimina las funciones tradicionales del banco central, como la de control monetario y la de prestamista de última instancia, y deja poco margen de maniobra para aplicar una política monetaria discrecional. De igual manera se puede tener un cierto grado de maniobra de acuerdo a la rigidez del conjunto de normas que rijan la caja de conversión.
En pocas palabras el país mantiene una moneda propia, pero la respalda en su totalidad con la moneda de otro país para darle credibilidad a su política monetaria.
- Datos: Q5739446